# Storbritanniens geografi
Storbritannien (officielt "Det Forenede Kongerige Storbritannien og Nordirland") ligger i det nordvestlige Europa. Staten 
består af øen Storbritannien med landene England, Skotland og Wales, samt Nordirland som udgør omkring en sjettedel af øen Irland, foruden en række mindre øer. De to store øer ligger mellem 49°N og 59°N (Shetlandsøerne strækker sig næsten op til 61°N) og fra 8°V til 2°Ø. Royal Greenwich Observatory, i Sydøst-London, er udgangspunktet for nulmeridianen.
Storbritannien ligger mellem den nordlige del af Atlanterhavet og Nordsøen, og ligger på det nærmeste kun 35 km fra nordvestkysten af Frankrig. De to lande er skilt af den engelske kanal, men er siden 6. maj 1994 knyttet sammen af den undersøiske Eurotunnel. Nordirland deler en 360 km lang grænse med Republikken Irland.

## Areal
Storbritanniens totale areal er cirka 245.000 km² når man også medregner de mange mindre øer. England er det største land i Storbritannien og står med sine 130.410 km² for lidt over halvdelen af det totale areal. Skotland står for en tredjedel af arealet med totalt 78.772 km², og Wales og Nordirland har henholdsvis 20.758 km² og 14.160 km².

## Topografi
Storbritanniens topografi er stærkt varierende, men beskrives ofte som bjergrigt i nord og syd og fladere lavlandsterræn i England. Englands geografi består for det meste af lavland, med nogle bjergområder nordvest for Tees-Exelinjen, blandt andet bjergene i Lake District, Penninerne og kalkstensbjergene i Peak District, Exmoor og Dartmoor. Skotlands geografi skiller sig ud ved Highlandforkastningen, en forkastning som skærer gennem det skotske fastland fra Helensburgh til Stonehaven. Forkastningen deler de to distinkte regioner kaldt det skotske højland i nord og vest og lavlandet i syd og øst. Wales' geografi er for det meste bjergrigt, selv om der er mindre bjerge i de sydligste dele. Nordirlands geografi har både høje bjerge og Storbritanniens største indsø, Lough Neagh.
Storbritanniens geomorfologi blev dannet ved en kombination af tektonik og klimaændringer, og da særligt gletsjerne under istiderne i Europa.

### Bjerge
De ti højeste bjerge i Storbritannien ligger alle i Skotland. Det højeste bjerg er Ben Nevis på 1344 moh, i Wales strækker Snowdon sig 1085 meter op, i England er Scafell Pike (978 m) det højeste og i Nordirland er det højeste bjerg Slieve Donard med 849 m.
Bjergkæder vært at mærke sig er Cairngorms og Grampianbjergene i Skotland, Cambrianbjergene i Wales og Mournebjergene i Nordirland. I England er Lake District et bjergrigt område, og Penninerne kaldes ofte Englands rygrad hvor de strækker sig Peak District i Derbyshire op til grænsen mod Skotland.

### Vand
Nordirlands største indsø, Lough Neagh, er også Storbritanniens største. Den har et overflademål på 381,74 km² og er 25 meter på det dybeste. Langt dybere er Englands største indsø Windermere, den når ned til 67 meter og er 14,74 km² stor. Den dybeste indsø i Storbritannien er Loch Morar i Skotland, som på sit dybeste er 310 meter. Dette er rigtignok ikke den største i Skotland hvad overfladeareal angår, det er Loch Lomond som er på 71,12 km². I Wales er den største indsø, Lake Vyrnwy, på kun 8,24 km².
Severn med sine 354 km er Storbritanniens længste flod hvor den løber fra Llanidloes i Wales til Bristolkanalen og Irske Hav i England. Bare nogle få kilometer kortere er Themsen (346 km), som er den længste flod som kun løber i England. Skotlands længste flod er Tay på 193 km, i Nordirland er Bann (129 km) den længste og i Wales Tywi (103 km).
Som følge af Storbritanniens industrielle historie findes der et godt udbygget system af kanaler. De fleste af dem blev bygget i de tidlige år af den industrielle revolution, før jernbanen blev en alvorlig konkurrent. Storbritannien har også en række damme og reservoirer til opbevaring af både drikkevand og vand til industrien. Landet producerer lidt elektricitet fra vandkraft, kun to procent af kraftproduktionen kommer fra dette. Den smule som produceres kommer for det meste fra det skotske højland.

### Kysten
Storbritanniens kystlinje er på 12.429 km, cirka dobbelt så lang som Italiens kystlinje. Grunden til dette er alle de små øer i landet, mere end 1000 i alt. I tillæg har hovedøen Storbritannien utallige bugter og fjordarme. Alle disse gør også at uanset hvor man befinder sig i Storbritannien, er man aldrig mere end 125 km fra tidevandet.
Den eksklusive britiske fiskerizone strækker sig 200 sømil (370 km) fra land. Territorialfarvandet er på 12 sømil (22 km).

## Klima
Det at man aldrig er langt i fra havet i Storbritannien påvirker i stor grad klimaet. Klimaet er maritimt og fugtigt, og det kan regne forholdsvis ofte, men sjælden længe af gangen. Enkelte områder centralt i England har i snit kun en time med regn om dagen. Lavtrykkene i Atlanterhavet strejfer ofte indenom Irland og Skotland på vej østover, så disse områder er en god del vådere og mere vindfulde end England. Wales og Lake District får også mere nedbør end sydøstlige dele af England. Regn som varer flere dage kan i nogen tilfælde føre til oversvømmelse i floderne, men perioder på over en uge uden regn kan også forekomme.
Det regner mindre om sommeren, og mest sol finder man gerne langs kysten. Skyerne danner sig gerne lidt indenfor kysten om dagen, og siger ud mod kysten om natten. Tordenvejr er ikke ualmindeligt om sommeren, og disse kan i enkelte tilfælde give hagl og til og med svage tornadoer. Storbritannien er faktisk det land i verden som har flest tornadoer og skypumper pr. areal, men de fleste af disse er af det svageste slag. Et par gange i løbet af sommeren plejer almindeligvis højtryk at parkere over Storbritannien. Det kan give en uge og to med meget fint og varmt vejr. Skotland er almindeligvis et par grader koldere end England, og i Det skotske højland bliver en dag med 20 °C regnet som en varm dag. Shetland og de ydre Hebriderne har endda køligere forhold og ofte en god del vind, om vinteren op mod orkan styrke i tillæg til en god del skyer og regn.
Efteråret og vinteren er som regel skyet i Storbritannien. I december 1890 havde London faktisk ikke et eneste glimt af solen. De vestlige og nordlige områder af øen er udsat for kraftig vind i vinterhalvåret. Vinteren bliver derimod sjælden kold på De britiske øer. Varmest om vinteren er det faktisk på nordøstkysten som kan få temperaturer godt over 10 °C, og i specielle fønvindlignende situationer kan temperaturen komme op i 15 °C midtvinters.
De vestlige områder af Cornwall og Pembroke har så godt som aldrig sne om vinteren. De højereliggende områder af Wales og Penninerne kan derimod have omkring 40 snedage i løbet af et år, mens Grampianbjergene har over 70. Sneen kan ligge på de højeste toppe til langt ud på foråret. Bjerget Ben MacDhui i Skotland havde tidligere sne året rundt, men denne smeltede i september 1933. Enkelte år kan bjerget alligevel have sne året gennem. Kulde er mest almindelig i februar og marts, når lavtrykkene i Atlanterhavet bliver svagere. Om foråret begynder nedbøren at komme igen, og i maj er temperaturene allerede begyndt at nærme sig sommerlige niveauer.
Belfast i Nordirland er et af de vådeste områder i Storbritannien med en årlig nedbørsnormal på 846 mm, men vest- og nordkysten af Skotland har mere end 1000 mm. London har en årlig nedbørsnormal på 593 mm.